# Gameleira (Mogeiro)
Gameleira é um distrito integrante do município brasileiro de Mogeiro, estado da Paraíba. Localiza-se à aproximadamente 9 km do centro do município, às margens da BR-408, no trecho entre as cidades de Mogeiro e Ingá. Segundo o censo de 2010, realizado pelo IBGE (Instituto Brasileiro de Geografia e Estatística), sua população era estimada em 500 habitantes.
Foi criado pela lei estadual n° 4.165, de 17 de julho de 1980.